# Annabella (Utah)
Annabella es una población en el condado de Sevier, estado de Utah, Estados Unidos. Según el censo de 2000, la población era de 603 habitantes, con un pequeño incremento respecto a 1990, año en que la población era de 487 habitantes. El censo estimado para 2019 es de 810 habitantes.

## Geografía
Annabella está localizada en las coordenadas 38°42′28″N 112°3′30″O / 38.70778, -112.05833.
Según la oficina del censo, la población tiene un área total de 1,5 km². No tiene superficie cubierta de agua.

## Demografía
Según el censo de 2000, había 603 habitantes, 186 casas y 165 familias residían en la ciudad. La densidad de población era 140,0 habitantes/km². Había 203 unidades de alojamiento con una densidad media de 140,0 unidades/km².
La máscara racial de la ciudad era 97,18% blanco, 0,50% indio americano, 1,49% de otras razas y 0,83% de dos o más razas. Los hispanos o latinos de cualquier raza eran el 1,49% de la población.
Había 186 casas, de las cuales el 46,2% tenía niños menores de 18 años, el 79,6% eran matrimonios, el 6,5% tenía un cabeza de familia femenino sin marido, y el 10,8% no son familia. El 10,2% de todas las casas tenían un único residente y el 5,9% tenía sólo residentes mayores de 65 años. El promedio de habitantes por hogar era de 3,24 y el tamaño medio de familia era de 3,47.
El 35,0% de los residentes es menor de 18 años, el 10,8% tiene edades entre los 18 y 24 años, el 20,7% entre los 25 y 44, el 25,4% entre los 45 y 64, y el 8,1% tiene 65 años o más. La media de edad es 30 años. Por cada 100 mujeres había 99,0 hombres. Por cada 100 mujeres de 18 años o más, había 99,0 hombres.
El ingreso medio por casa en la ciudad era de 40.000$, y el ingreso medio para una familia era de 42.500$. Los hombres tenían un ingreso medio de 35.662$ contra 19.375$ de las mujeres. Los ingresos per cápita para la ciudad eran de 13.531$. Aproximadamente el 7,1% de las familias y el 8,2% de la población está por debajo del nivel de pobreza, incluyendo el 11,4% de menores de 18 años. No hay de 65 por debajo del nivel de pobreza.